# Thymiamata
Thymiamata  è una caratteristica di albedo della superficie di Marte.